# Татјана Арамбашин Слишковић
Татјана Арамбашин Слишковић (Паг, 12. јануар 1922 - 28. април 2009 ) је била хрватска књижевница, новинарка и преводилац.

## Живот и рад
Рођена је као Татјана Арамбашин 1922. године у грађанској породици поријеклом из Каштел Новог . Похађала је Трговачку академију.  Током  Другог светског рата  прикључила се НОП-у.  Од 1954. године живи у Пули где живи и ради као професионални писац. Пише од 1964. године. Објавила је романе, приповетке и есеје. У својим студијама и огледима бавила се животом Пуле и Истре. Писала је за Ла Воће дел Пополо и Глас Истре. Преводила је са немачког, италијанског и словеначког. Нека дела су преведена и на стране језике: немачки, италијански, енглески, мађарски и есперанто. Била је једна од првих Истрана који су постали чланови Друштва хрватских књижевника . Било је то 1966. године. Суоснивач, уз књижевнике Алда Климана, Мирослава Синчића, Стјепана Вукушића, Даниела Начиновића и првоизабраног председника Бориса Билетића, односно један од чланова Иницијативног одбора и организатора Инаугурацијске конференције Огранка хрватских књижевника Истре, одржаној у Пули 2. јула 1990. године, чији је касније била заслужни члан. Чланица је хрватског ПЕН-а од 1986. године, Матице хрватске и других институција. Значајан је њен рад у уредништву часописа Истарски мозаик.
Године 1983. добила је награду Ксавер Шандор Гјалски за Човек који је волео возове, Човек који је мрзео возове и друге приче са шина (заједно са Ирис Супек, која је победила за Смак света почиње кијањем ). Добитница је и награде Драго Герваис, др Мијо Мирковић и др. Поред романа и приповедака, припремила је и сабрана дела занемареног пулског писца Анте Тентора .
У 2008. години. Истарска подружница ДХК из Пуле објавила је књигу "Књижевни портрет: Татјана Арамбасин" (100 страница + ДВД у трајању од 60 минута), која доноси најважније критичке и есејистичке текстове о писцу, корице свих књига, породичне фотографије и снимак интервјуа са писцем из 2006. године ).

## Извођење радова
- Звјездани бројеви ситница, роман, Отокар Кершовани, Ријека, 1964.
- Лутаоци, роман, Ријечка ревија, Ријека, 1967.
- Балада о морском коњу, роман, Зора, Загреб, 1971.
- Љепотица са острва, роман, Отокар Кершовани, Ријека, 1973.
- Свакодневица, роман, Еразмус издање, Загреб, 2000.
- Живот заробљен једном руком, роман, Еразмус наклада и ЕБ ДХК, Загреб - Пула, 2001.
- Претрага, роман, Еразмус издање, Загреб, 2002.
- Сама, роман, Еразмус наклада, Загреб, 2003.
- Приче из лета 1965, приповетке, Багдала, Крушевац, 1965.
- Приповијести о Шимуну, приповијести, Истарски мозаик, Пула, 1971.
- Пирамиде, кратке приче, Ла сфинга, Напуљ, 1983.
- Новогодишње приче, приповетке, Истарска наклада, Пула, 1984.
- Са пријатељем до зида, приповетке, Ново дело, Београд, 1985.
- Моји лондонски сусрети, приповетке, Отворено училиште Осијек, Осијек, 1991.
- Приче путују возом, приповетке, Наклада Матице хрватске, Загреб, 1995.
- Гњаватори, приповијести, Еразмус наклада, Загреб, 1999.
- Колико су те вољели Пуло моја, књига рецензија, Матица хрватска - Град Пула, Загреб - Пула, 1996.